# دوري جونز يانغ
دوري جونز يانغ (بالإنجليزية: Dori Jones Yang)‏ (1954)؛ كاتِبة مُتخصِّصة في أدب الأطفال، صحفية وروائية أمريكية.